# Wonokromo (Alian)
Wonokromo is een bestuurslaag in het regentschap Kebumen van de provincie Midden-Java, Indonesië. Wonokromo telt 4117 inwoners (volkstelling 2010).